# Tsutomu Okabori
Tsutomu Okabori (岡堀 勉, Okabori Tsutomu, nascido em 10 de julho de 1957) é um ex-ciclista olímpico japonês. Okabori representou seu país durante os Jogos Olímpicos de Verão de 1976, em Montreal e nos Jogos Asiáticos de 1978. Também foi um ciclista profissional keirin.